# Lucio Cornelio Merula (console 193 a.C.)
Lucio Cornelio Merula (fl. II secolo a.C.) è stato un militare e politico romano.

## Biografia
Nel 194 a.C., insieme a Gaio Salonio fu incaricato della fondazione di una colonia romana a Tempsa in Magna Grecia, conquistata ai Bruzi.
Nel 193 a.C. fu eletto console insieme ad Quinto Minucio Termo. Al momento delle cerimonie per l'assunzione della carica, tuttavia, si verificarono una serie di terremoti, in seguito ai quali, dopo la consultazione dei Libri sibillini, furono decisi tre giorni di cerimonie religiose.
I consoli furono incaricati di fronteggiare gli attacchi dei Liguri e dei Boi alle città romane in Gallia cisalpina. Il suo collega Quinto Minucio Termo, da Arretium si mosse in aiuto di Pisae, assediata da 40.000 uomini e la liberò, ma non osò affrontare i Liguri in campo aperto a causa dello scarsità delle sue forze.
Lucio Cornelio Merula, saccheggiò i territori dei Boi, che cercarono di evitare la battaglia. Il console si diresse verso Mutina, dove i Boi cercarono di tendergli un'imboscata, ma scoperti furono costretti ad affrontare lo scontro. Nella battaglia le truppe alleate e le coorti speciali, comandate da Marco Claudio Marcello (che era stato console nel 196 a.C.) e da Tiberio Sempronio Longo (console nel 194 a.C.), cominciarono a cedere terreno, ma il console li sostenne con prima una e poi anche la seconda delle sue legioni e ordinò l'attacco alla cavalleria alleata, condotta da Gaio Livio Salinatore, tenuta fino ad allora di riserva, che provocò la rotta dei Galli e determinò la vittoria romana.
Lucio Cornelio Merula inviò quindi una lettera al Senato, annunciando la vittoria, e ricevette l'ordine di tornare a Roma per presiedere alle elezioni, compito che avrebbe dovuto svolgere il suo collega, impossibilitato però ad allontanarsi dalla zona di guerra per impedire ai Liguri di attaccare il territorio romano. Il suo luogotenente, Marco Claudio Marcello, inviò numerosi messaggi ai senatori criticando la sua conduzione dello scontro e accusandolo di aver utilizzato in ritardo le truppe tenute in riserva, causando pesanti perdite nell'esercito romano, e di aver ritardato inoltre l'intervento della cavalleria romana, che non avrebbe dunque potuto inseguire con successo i fuggiaschi. Quando giunse a Roma, il console rese conto delle operazioni militari condotte e dello Stato della provincia che gli era stata affidata e richiese il trionfo. Fu tuttavia criticato per aver lasciato a capo dell'esercito fuori dalla città Marco Claudio Marcello, al quale dunque non fu possibile ripetere le proprie critiche, al posto di Tiberio Sempronio Longo, che era stato console l'anno precedente. Due tribuni della plebe annunciarono il loro veto ad un senatoconsulto in favore del trionfo.